# 韓清淨
韓克忠（1884年—1949年），字德清，號清淨居士，人稱韓清淨，男，直隸省河間府（今河北省河間市）人，中国佛學家，民國初年時在中國北方推動法相唯識學的研究，與歐陽漸齊名，有「南歐北韩」之稱。曾在北京創立法相研究會、三時學會。

## 生平
韓清淨生於書香世家，幼年習儒學八股文，中秀才。18歲時參加鄉試，中舉人，曾為地方官吏。
1908年，清帝國廢除科舉，韓清淨放棄仕進，轉而研究佛學，讀《俱舍論》、《瑜伽師地論》、《成唯識論》等。
1921年，在北京與朱芾煌、徐森玉組織法相研究會，韓清淨主講《成唯識論》。為了增進對佛學的了解，與徐森玉至房山縣的雲居寺閉關三年，研讀唯識經典。
1925年，參加道階、太虛領隊的中國佛教代表團，至日本東京參加東亞佛教大會。韓清淨在大會中發表論文《十義量》。
1927年，在北京，與朱芾煌、徐森玉、饒風璜等人創辦三時學會，韓清淨任會長。每週定時講課，也至各大學演說，皆以唯識學為主。

## 學術風格
韓清淨講學，重視科判，一字一句皆講求原典，必有出處。
最重要的代表著作為《瑜伽師地論科句披尋記彙編》。
因為中國北方長期處於戰亂，三時學會保存的文獻在文化大革命時又付之一炬，韓清淨的學問因此後繼無人。

## 著作
- 《解深密經分別瑜伽品略釋》
- 《能斷金剛般若波羅蜜多經了義疏》
- 《般若波羅蜜多心經頌釋》
- 《般若波羅蜜多心經略贊》
- 《般若波羅蜜多心經蠡測》
- 《緣起三經科釋》
- 《瑜伽師地論科句》
- 《瑜伽師地論披尋記》
- 《成唯識論述記講義》
- 《攝大乘論科文》
- 《大乘阿毗達摩集論科文》
- 《大乘阿毗達摩集論別釋》
- 《唯識三十頌詮句》
- 《唯識三十頌略解》
- 《因明入正理論釋》
- 《十義量》
- 《唯識指掌》